# Атмакин, Геннадий Васильевич
Геннадий Васильевич Атмакин (30 мая 1965, Темяшево, Старошайговский район, Мордовская АССР, РСФСР, СССР) — советский и российский борец греко-римского стиля, призёр чемпионата мира, победитель и призёр чемпионатов Европы, победитель Кубка мира, Заслуженный мастер спорта СССР. Ныне — тренер. С 1994 года — директор СШОР по борьбе им. А. В. Мишина (Саранск).

## Биография
В детстве гонял футбольный мяч во дворе, затем в школе увлёкся лыжным спортом, а с 12 лет начал заниматься греко-римской борьбой. Его первым тренером был Виктор Георгиевич Ермошин. Выиграв в своей возрастной категории первенство ЦС «Урожай», Геннадий в 1983 году дебютирует на юношеском первенстве СССР и сразу становится призёром, в 1984 году он стал чемпионом СССР среди молодежи. В июле 1985 года в американском городе Колорадо-Спрингс Атмакин выступил на чемпионате мира среди молодёжи, где завоевал бронзовую медаль. В январе 1987 года в Омске Атмакин занял шестое место на чемпионате СССР. В январе 1988 года в Тбилиси он стал серебряным призёром чемпионата страны, в ноябре того же года в Афинах победил на Кубка мира. В мае 1989 года в финском Оулу Атмакин стал бронзовым призёром чемпионата Европы, а на следующий год в Познани завоевал титул чемпиона Европы. Также в 1990 году в Риме он выступил на чемпионате мира, где стал серебряным призером. В финальной схватке с кубинцем Марио Оливера борьба была равной, но судьи отдали победу его сопернику. В 1991 году вновь стал бронзовым призёром чемпионата мира. Завершил свою спортивную карьеру в 1992 году.

## Спортивные результаты
- Чемпионат мира по борьбе среди молодёжи 1985 — ;
- Кубок мира по борьбе 1988 — ;
- Кубок мира по борьбе 1988 (команда) — ;
- Чемпионат СССР по классической борьбе 1988 — ;
- Чемпионат Европы по борьбе 1988 — ;
- Чемпионат СССР по классической борьбе 1989 — ;
- Чемпионат СССР по классической борьбе 1989 — ;
- Кубок мира по борьбе 1989 — ;
- Кубок мира по борьбе 1989 (команда) — ;
- Чемпионат Европы по борьбе 1990 — ;
- Чемпионат мира по борьбе 1990 — ;
- Чемпионат СССР по классической борьбе 1990 — ;
- Чемпионат СССР по классической борьбе 1991 —
- Спартакиада народов СССР 1991 — ;
- Чемпионат Европы по борьбе 1991 — ;
- Чемпионат России по греко-римской борьбе 1992 — ;

## Личная жизнь
В 1999 году окончил Мордовский государственный педагогический институт имени М. Е. Евсевьева.